# Eleonora Garnett
Eleonora Garnett, all'anagrafe Eleanora Garnett (Estonia, 1902 – ...), è stata una stilista estone naturalizzata italiana.

## Biografia
Quando era molto giovane fu mandata a vivere con una zia che aveva una piccola sartoria a Mosca. A seguito della Rivoluzione Russa la famiglia si trasferì a Shangai dove cominciò a lavorare per una sarta.
Decise di affinare il suo stile a Parigi, presso il designer parigino Edward Molyneux. Torna a Shanghai e apre con successo il suo primo atelier. Si sposa con l'imprenditore italiano Luciano Riggio.
Nel 1949 si trasferisce negli Stati Uniti a New York dove apre una sua casa di moda al 47 East 51 St. per poi stabilirsi nei primi anni '50 definitivamente a Roma nell'atelier di Via di Villa Sacchetti.
Nel 1953 concorre a fondare, insieme ad altri grandi nomi dell'epoca (tra cui Vincenzo Ferdinandi, Emilio Schuberth, le Sorelle Fontana, Alberto Fabiani, Giovannelli-Sciarra, Mingolini-Gugenheim e Simonetta), il SIAM - Sindacato Italiano Alta Moda (diventato poi Camera Nazionale della Moda Italiana). Nel luglio del 1954, insieme alle Sorelle Fontana, Vincenzo Ferdinandi, Emilio Schuberth, Giovannelli-Sciarra e Mingolini-Gugenheim partecipa ad "Alta Moda a Castel Sant'Angelo" ambientato nell'omonimo castello.
Vittorio Gallo realizza per la "Astra Cinematografica" il docufilm Sete e velluti sulla moda italiana degli anni '50 colta negli ateliers romani delle case di moda Ferdinandi, Gattinoni e Garnett. 
Nel 2015 il "Festival del cinema di Spello" all'interno della mostra "Siamo donne" la inserisce tra i grandi stilisti che hanno creato abiti per il cinema.